# SK Wevelghem
SK Wevelghem was een Belgische voetbalclub uit Wevelgem. De club sloot in 1929 aan bij de KBVB met stamnummer 1494. 
In 1935 nam de club ontslag uit de KBVB.

## Geschiedenis
In de jaren twintig waren in Wevelgem met Wevelghem Sportif en FC Verbroedering Wevelghem al twee andere clubs opgericht, met SK Wevelghem kwam daar in 1929 nog een derde bij.
Sportkring was de minst sterke club van de drie en zou in zijn bestaan nooit hoger komen dan het derde provinciale niveau.
De geelzwarten behaalden in 1929-1930 en 1933-1934 met telkens een vierde plaats hun hoogste klassering.
Na een ontgoochelende twaalfde plaats in 1934-1935, nam de club ontslag uit de KBVB.